# Gottfried Weber
Jacob Gottfried Weber (ur. 1 marca 1779 w Freinsheim, zm. 21 września 1839 w Kreuznach) – niemiecki kompozytor, teoretyk muzyki oraz prawnik.

## Życiorys
W dzieciństwie uczył się gry na fortepianie, organach, flecie i wiolonczeli. W latach 1796–1802 studiował prawo na uniwersytetach w Heidelbergu i Getyndze. W późniejszych latach pracował jako prawnik w Mannheimie (1802–1814), Moguncji (1814–1818) i Darmstadcie (od 1819). W 1832 roku został prokuratorem generalnym Wielkiego Księstwa Hesji. Jednocześnie prowadził działalność jako kompozytor, pedagog i animator życia muzycznego. Od 1803 roku współpracował z „Allgemeine musikalische Zeitung”. W 1806 roku założył w Mannheimie towarzystwo muzyczne Conservatorium. Wspólnie z Carlem Marią von Weberem, Giacomo Meyerbeerem i Johannem Gänsbacherem założył Harmonischer Verein, zajmował się organizacją koncertów. Od 1824 do 1839 roku wydawał czasopismo muzyczne „Caecilia”.

## Twórczość
Najważniejszym dziełem Webera jest traktat Versuch einer geordneten Theorie der Tonsetzkunst (3 tomy 1817–1821; 2. wyd. w 4 tomach 1824; 3. wyd. w 4 tomach 1830–1832), w którym wprowadził używany do dzisiaj udoskonalony system symboli literowych służących do oznaczenia interwałów, akordów i kluczy. Ponadto opublikował prace Über chronometrische Tempobezeichnung (1817), Allgemeine Musiklehre zum Selbstunterricht für Lehrer und Lernende (1822; 3. wyd. 1831), Ergebnisse der bisherigen Forschungen über die Echtheit des Mozart’schen Requiems (1826), Weitere Ergebnisse der weiteren Forschungen über die Echtheit des Mozart’schen Requiems (1827) i Generalbasslehre zum Selbstunterricht (1833). Zajmował się problematyką autorstwa Requiem d-moll W.A. Mozarta. Wynalazł chronometr przypominający metronom Johanna Nepomuka Mälza, skonstruował puzon z podwójnym suwakiem.
Komponował utwory chóralne, m.in. msze, Requiem, Te Deum, kantaty.